# Ossazolidindione
L'ossazolidindione è un composto eterociclico debolmente acido. Rappresenta la struttura bese degli ossazolidindioni, classe di molecole ad azione anticonvulsivante usati in genere nella cura del piccolo male. Alcuni ossazolidindioni, come il trimetadione, sono poco utilizzati a causa dei marcati effetti collaterali come sonnolenza, fotofobia, depressione del midollo spinale, anemia aplastica e possibile nefrosi; trovano impiego solo nel caso che il paziente non risponda o non tolleri le succinimmidi o l'acido valproico.